# Rock Goddess (album)
Rock Goddess – drugi album brytyjskiego zespołu Rock Goddess będący faktycznie jego debiutem. Ukazał się w tym samym roku co wcześniejszy Hell Hath No Fury. Jego zapowiedzią był singel My Angel z 1982 z dwoma utworami: "My Angel" i "In The Heat Of The Night". Zespół składał się tylko z kobiet i grał heavy metal. Album został wydany w 1983 (zob. 1983 w muzyce).

## Lista utworów na płycie
1. "Heartache" (Turner) – 3:50
2. "Back to You" (Turner) – 1:57
3. "The Love Lingers Still" (Turner) – 2:57
4. "To Be Betrayed" (Turner) – 4:09
5. "Take Your Love Away" (Turner) – 4:06
6. "My Angel" (Turner) – 3:04
7. "Satisfied Then Crucified" (Turner) – 2:59
8. "Start Running" (Turner) – 3:28
9. "One Way Love" (Turner) – 3:23
10. "Make My Night" (Turner) – 2:49
11. "Heavy Metal Rock 'n' Roll" (Turner) – 2:50

## Skład zespołu
- Jody Turner – gitara/wokal
- Julie Turner – perkusja
- Tracey Lamb – gitara basowa